# Ritva Laurila
Ritva Tellervo Laurila (ur. 13 kwietnia 1932 w Helsinkach, zm. 10 czerwca 2014 tamże) – fińska polityk i dziennikarka, deputowana do Eduskunty, posłanka do Parlamentu Europejskiego IV kadencji.

## Życiorys
Ukończyła w 1953 studia filozoficzne na Uniwersytecie Helsińskim, później kształciła się na University of Missouri w ramach stypendium przyznanego przez Fundację Fulbrighta. Pracowała dla redakcji dziennika „Ilta-Sanomat”, w Fińskim Czerwonym Krzyżu, później w periodyku medycznym m.in. jako jego redaktor naczelna. Związała się z Partią Koalicji Narodowej. Od 1973 była radną Helsinek, przez kilka lat zasiadała we władzach wykonawczych stołecznego samorządu. Od 1978 do 1995 nieprzerwanie była członkinią Eduskunty. Po akcesji Finlandii do Unii Europejskiej od stycznia 1995 do listopada 1996 wykonywała mandat europosłanki w ramach delegacji krajowej. W pierwszych w Finlandii wyborach europejskich w 1996 nie uzyskała reelekcji. Powróciła jednak do PE w 1999 na kilka miesięcy przed końcem IV kadencji.